# Uno di noi (film)
Uno di noi (Let Him Go) è un film del 2020 scritto e diretto da Thomas Bezucha.
La pellicola, con protagonisti Diane Lane e Kevin Costner, è l'adattamento cinematografico dell'omonimo romanzo del 2013 scritto da Larry Watson.

## Trama
Montana, 1961: lo sceriffo in pensione George Blackledge vive in un ranch con la moglie Margaret, il figlio James, la moglie di James, Lorna, e il figlio di questi ultimi, Jimmy. Quando Jimmy è un neonato, James muore cadendo da cavallo. Due anni dopo, Lorna si sposa col nuovo compagno Donnie Weboy e, insieme al bambino, vanno a vivere in città. Un giorno, per caso, mentre Margareth è in auto vede Donnie essere fisicamente e verbalmente aggressivo verso Lorna e Jimmy. Poco tempo dopo, Margaret va a fare visita alla nuora ma scopre che i tre si sono trasferiti senza dire niente a nessuno.
Margaret decide di rintracciarli per salvare Jimmy dagli abusi di Donnie e comunica le sue intenzioni a George, che accetta con riluttanza di seguirla. Parlando con uno sceriffo, la coppia ottiene una pista a Forsyth, dove un negoziante imparentato con i Weboy li indirizza a Gladstone, nel Nord Dakota. George si arrabbia nello scoprire che Margaret ha portato con loro la sua ex pistola d'ordinanza. Lungo il tragitto, la coppia fa amicizia con Peter Dragswolf, un giovane nativo americano che vive isolato.
George e Margaret si incontrano con Bill Weboy, cugino di Donnie, che li conduce da Blanche, la madre di Donnie, da cui si sono trasferiti Donnie, Lorna e Jimmy. Blanche inizialmente sembra gentile verso i Blackledge, salvo manifestare una forte ostilità nei loro confronti, arrivando a maltrattare Jimmy davanti a loro e impedire alla coppia di rimanere con lui a lungo. 
Il giorno dopo, George e Margaret vanno a trovare Lorna sul posto di lavoro e la invitano a pranzo, chiedendole di tornare a casa con loro insieme a Jimmy; nonostante le preoccupazioni di Lorna per la reazione di Donnie, la donna accetta di raggiungerli con il figlio quella notte per scappare. La sera stessa, tuttavia, Blanche, Donnie, Bill e Marvin ed Elton, gli altri due figli di Blanche e fratelli di Donnie, irrompono nella stanza di motel in cui alloggiano i Blackledge, in quanto hanno scoperto il loro piano. Margaret cerca di denunciare a Blanche il comportamento violento di Donnie nei confronti di Lorna e Jimmy, ma Blanche non se ne cura, schiaffeggia Margaret e, quando George cerca di difendersi con la pistola, lo fa disarmare dai figli e ordina a Donnie di amputargli le dita di una mano con un'accetta.
Margaret porta George all'ospedale. I due scoprono che i Weboy detengono la polizia del posto e il ferimento di George viene fatto passare per un gesto di autodifesa dei Weboy in quanto George e Margaret sono accusati di aver cercato di strappare Jimmy dalla madre. Il poliziotto che parla con i Blackledge li minaccia velatamente, alludendo al fatto che ora Jimmy è un Weboy, pertanto devono tagliare i ponti con lui, altrimenti potrebbe succedere qualcosa di brutto a loro o, per estensione, a Jimmy. La coppia si vede costretta a lasciare la città.
Lungo il tragitto, George e Margaret si fermano a riposare da Peter. Quest'ultimo racconta a Margaret come lui e altri bambini nativi americani siano stati tolti dalle loro famiglie dalle autorità e abusati fisicamente per allontanarli dalla loro cultura. Margaret propone a George di stabilirsi lì per stare vicino a Jimmy, ma George vuole rinunciare, facendole notare che i Weboy non permetteranno mai loro di vedere il nipote. Margaret ha un crollo emotivo, devastata all'idea di aver perso anche Jimmy oltre che James.
Quella notte, George esce di nascosto e torna a casa Weboy, dove recupera un fucile da caccia posato sul portico. Appicca un incendio vicino alla casa come distrazione e si introduce nella camera di Donnie e Lorna, tenendo Donnie a bada con un fucile e istigando Lorna a recuperare Jimmy e a fuggire. Si genera uno scontro tra i Weboy e George, durante il quale vengono uccisi Billi, Marvin ed Elton (Donnie viene stordito e presumibilmente ucciso nell'incendio che successivamente raggiunge la casa). 
Frattanto Margaret, che si è accorta della scomparsa di George, sopraggiunge a cavallo insieme a Peter, ed entra nella casa dei Weboy, dove Blanche ha ferito gravemente George. Margaret cerca di portare in salvo il marito, ma Blanche spara nuovamente a George e lo uccide, subito prima di essere a sua volta uccisa da Margaret. Margaret piange sul corpo di George prima di essere portata fuori da Peter, mentre la casa dei Weboy brucia interamente. 
La mattina dopo, Margaret si saluta con Peter e torna a casa con Lorna e Jimmy. Pur in lutto per la perdita del marito, sa che ora Jimmy è al sicuro.

## Promozione
Il primo trailer del film è stato diffuso il 20 agosto 2020.

## Distribuzione
Il film, inizialmente fissato al 21 agosto 2020, è stato distribuito nelle sale cinematografiche statunitensi a partire dal 6 novembre dello stesso anno, ed in quelle italiane dal 29 luglio 2021.

## Accoglienza

### Incassi
Nel primo fine settimana di programmazione, il film si posiziona al primo posto del botteghino statunitense con un incasso di 4,1 milioni di dollari, l'incasso più alto delle sei settimane precedenti nel periodo della pandemia di COVID-19.